# Leila Mourad
Leila Mourad (in arabo ليلى مراد‎?; El Daher, 17 febbraio 1918 – Il Cairo, 21 novembre 1995) è stata una cantante e attrice egiziana.
Era nota anche come Laila Mourad, Layla Mourad, Laila Morad e Leyla Mourad. È stata la diva per eccellenza della sua epoca, molto amata ancora nel ventunesimo secolo in tutto il Medioriente. In dialetto egiziano, infatti, dire "come Leila Mourad" significa "fare la diva". La voce di Leila Mourad è detta "la voce dell'amore".

## Biografia
Lillian Zaki Mourad Mordechai (ليليان زكي مراد موردخاي), questo il suo vero nome, nacque a El Daher, un distretto del Cairo, da Zaki Mourad e Gamilah Salmon, entrambi di religione ebraica. Suo padre era un noto e rispettato cantante, musicista e cantore religioso, uno chazzan. Uno dei fratelli di Leila, Mounir Mourad, fu attore e compositore.
Durante gli anni '50, ebbe alcuni problemi legali dovuti alle sue origini ebraiche che portarono le radio arabe a trasmettere le canzoni di altri artisti come Umm Kulthum e Abd el-Halim Hafez piuttosto che le sue.
Nel 1955, al massimo della popolarità decise di abbandonare la carriera cinematografica. Continuò a cantare fino al 1963 e concesse alcune interviste nel 1970. Visse 25 lunghi anni nel più completo anonimato fino alla sua morte nel 1995, all'età di 77 anni.

### Vita privata
Si sposò tre volte. La prima fu nel 1945 con l'attore egiziano Anwar Wagdi, abbracciando nel 1947 l'islam. Fu un matrimonio da lei molto desiderato e un connubio artistico voluto da entrambi. Durò fino al 1953, anno in cui si sposò per la seconda volta con Wageeh Abaza. Da questa unione, che durò solo un anno, nacque un figlio, Ashraf Abaza. Il 12 dicembre 1954, Leila Mourad contrasse un nuovo matrimonio, questa volta con il regista Fatin Abdul Wahab, da cui nacque Zaki Fatin Abdul Wahab, il loro unico figlio.

## Carriera
Leila Murad ha interpretato 27 films e cantato oltre 1200 canzoni. Ha lavorato con artisti quali Farid al-Atrash, Abd el-Halim Hafez, Mohammed Abdel Wahab, Ismail Yassine e Youssef Wahbi.

### Filmografia
- Yahya el hub, (Viva l'amore), 1938
- Leila, bint el rif, (Lelia, figlia della campagna), 1941.
- Laila momtera, (Notte tempestosa), 1942.
- Shuhaddaa el gharam, ("Testimoni d'amore" anche "Romeo & Giulietta"), 1942.
- Leila, ghadet el camelia, (Leila, la signora delle camelie), 1942.
- Leila, bint madaress, (Leila, la scolaretta), 1942.
- Leila fil zalam, (Leila nell'oscurità), 1944.
- Qalbi dalili, (Il mio cuore mi guida), 1947.
- Ghazal Al Banat, (Zucchero filato), 1949.
- Sayedat al-Qitar, (La signora del treno), 1953.

### Canzoni
Durante la sua carriera Leila Mourad a cantato centinaia di canzoni, tra le più note:
- "Albi Dalleli"
- "Ya Msafer We Nassi Hawak"
- "Yama Arak El Nasim"
- "El Hob Gameel"
- "Leeh Khaletni Ahebak"
- "El Maya W El Hawa"
- "Ya Aaz Mn Ainy"
- "Sanaten Wana Ahayel Feek"
- "Etmakhtary"
- "Monaya Fi Korbak"

## Curiosità
- Al Gharam Beach[10] (ar: , Shate' al-Gharam, “spiaggia degli innamorati” ) è situata a ovest di Marsa Matrouh ed è considera una delle spiagge più belle della costa nord dell’Egitto. Il nome della spiaggia risale al 1950, anno in cui è stato girato l’omonimo film con Leila Mourad, che cantava "Ya Msafer We Nassi Hawak (ar:يا مسافر وناسى هواك )"[11] seduta su una grande roccia al centro della spiaggia. Lo scoglio è conosciuto da tutti con il nome di “roccia di Laila Murad”[10].

## Premi e onorificenze
- 2009: il telefilm Ana Albi Dalili[12] dedicato alla vita di Leila Mourad.
- 2007: il film egiziano "Fi Shakket Masr al-Gadid"a[13] è stato dedicato alla voce di Leila Mourad.
- 1998: Certificato di apprezzamento alla carriera al Cairo International Film Festival.
- 1992: Premi alla carriera dal Sindacato Egiziano del Cinema.